# Activismo de sillón

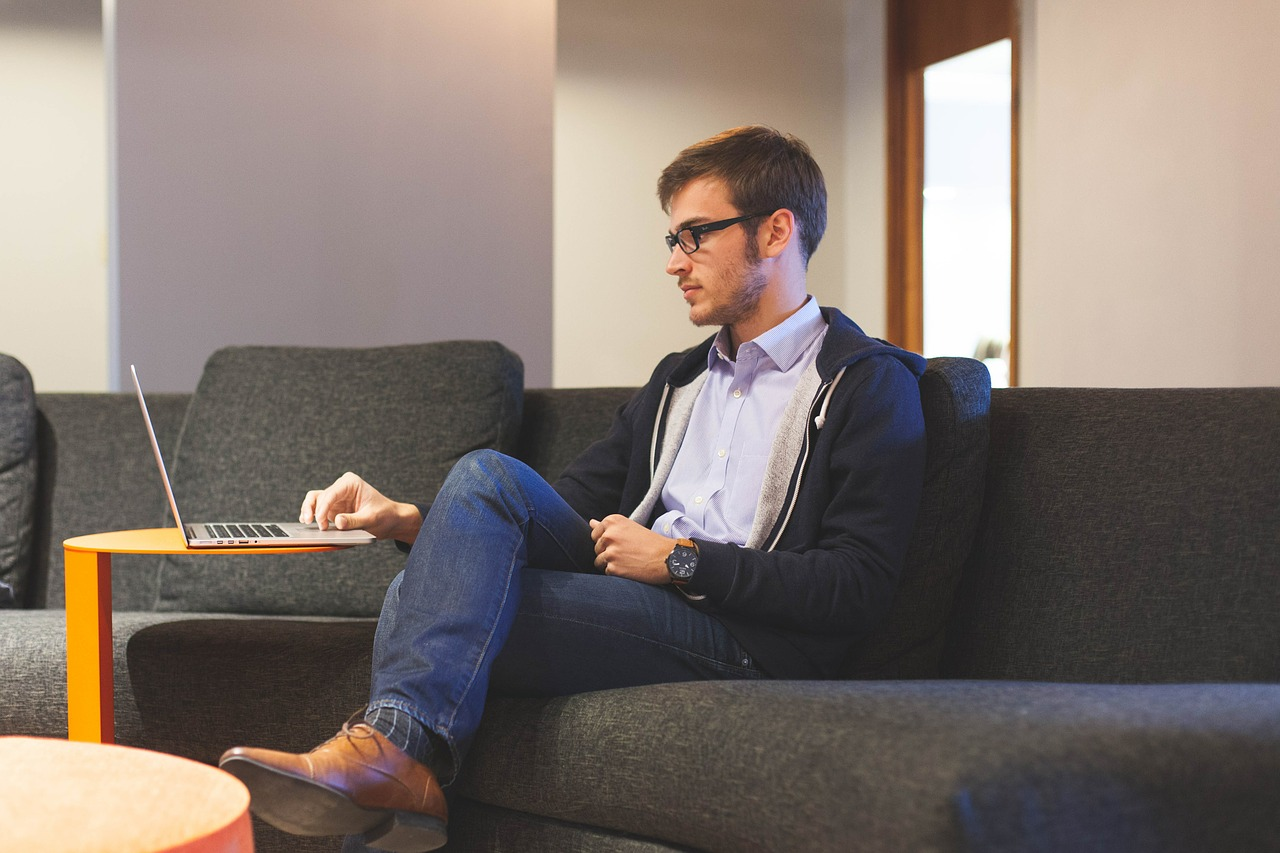
El slacktivismo es un neologismo que denomina al llamado activismo de sillón.

El activismo de sofá, activismo de sillón o activismo de salón (en inglés slacktivism, literalmente activismo flojo u holgazán) es una forma de realizar activismo en línea, sin abandonar las actividades habituales, por lo general interactuando en las redes sociales. Por eso también se suele hablar de  clictivismo, activismo 2.0 o sofactivismo.
La etimología de esta palabra compuesta deriva de slacker (holgazán) y activism (activismo), de donde se deduce que inicialmente era un término peyorativo. Pero los defensores del activismo de sillón afirman que es un nuevo modo de contribuir a la concientización de temas y problemáticas a las que, en otras épocas, se accedía por medios más tradicionales.
Algunos consideran que la participación en  sitios web como Avaaz.org o Change.org es una forma de clictivismo.

## Tipos

### Clictivismo
El término "clictivismo" se utiliza a veces para describir a los activistas que utilizan las redes sociales para organizar las protestas. Permite a las organizaciones cuantificar su éxito mediante el seguimiento de cuántos "cliquearon" en su petición u otra llamada a la acción. Por ejemplo, el grupo británico UK Uncut usa Twitter y otros sitios web para organizar protestas y acciones directas contra compañías acusadas de evasión fiscal. Esto se diferencia del activismo de sofá en que se limita a sustituir viejas formas de comunicar la existencia de una protesta (teléfono, boca a boca, folletos, etc.), pero en realidad implica una vida real, la protesta física. Por otro lado, clictivismo también se utiliza a veces para describir las formas de activismo de sillón basado en Internet, tales como la firma de peticiones en línea o la firma y el envío de cartas de correo de forma a los políticos o CEOs corporativos.
La idea detrás del clictivismo es que los medios sociales permiten una manera rápida y fácil de mostrar apoyo a una organización o causa. El enfoque principal de la organización se ha convertido en inflar las tasas de participación al pedir cada vez menos a sus miembros / espectadores. El clictivismo también puede consistir en la supervisión del éxito de una campaña por la cantidad de "me gusta" que recibe. Se esfuerza por cuantificar el apoyo, presencia y alcance sin poner énfasis en la participación real. El acto de "gustar" una publicación en Facebook o hacer clic en una petición es en sí mismo simbólico, porque demuestra que el individuo es consciente de la situación y muestra a sus compañeros las opiniones y pensamientos que tiene sobre ciertos temas. Los críticos del clictivismo afirman que este nuevo fenómeno hace que los movimientos sociales se parezcan a las campañas publicitarias, en las que se prueban los mensajes, se registra el porcentaje de clics y se realizan tests A/B. Con el fin de mejorar estas métricas, los mensajes se reducen para hacer sus "demandas más fáciles y las acciones más simples". Esto a su vez reduce la acción social a tener miembros en una lista de direcciones de correo electrónico, en lugar de personas comprometidas.

### Caridad
El slacktivismo de caridad se puede describir como acciones de ayuda a una causa que toma poco esfuerzo en la parte del individuo. Ejemplos de activismo de salón de caridad en línea incluyen fijar un estado de Facebook para apoyar una causa, "gustar" la causa de una organización de caridad en Facebook, tuitear o retuitear la petición de una organización de caridad, firmar peticiones del Internet. Se puede argumentar que una persona no da "me gusta" a una foto con el fin de ayudar a la persona en necesidad, sino para sentirse mejor consigo mismos, y sentir que han hecho algo positivo para la persona o causa representada por ellos. Este fenómeno se ha vuelto cada vez más popular entre las personas, ya sea haciendo viajes para ayudar a personas menos afortunadas, o "gustando" muchos posteos en Facebook para colaborar. Los ejemplos incluyen la campaña de Kony 2012 que estalló brevemente en medios sociales en marzo de 2012.
El término activismo de sofá se utilizó a menudo para describir la reacción del mundo al terremoto de 2010 en Haití. La Cruz Roja logró recaudar $ 5 millones de dólares en 2 días a través de donaciones de mensajes de texto. Los medios de comunicación social se utilizaron para difundir la noticia sobre el terremoto. El día después del terremoto, CNN informó que cuatro de los principales temas de Twitter estaban relacionados con el terremoto de Haití.

### Político
Ciertas formas de activismo de sofá tienen objetivos políticos, tales como la obtención de apoyo para una campaña presidencial, o firmar una petición en Internet que tiene como objetivo influir en la acción gubernamental.
La página web de peticiones en línea Change.org afirmó que fue atacada por piratas informáticos chinos y derribada en abril de 2011. Change.org reclamó que el hecho de que piratas informáticos "sintieron la necesidad de bajar la página web debe ser visto como un testimonio del éxito creciente y una petición particular: la liberación de Ai Weiwei". Ai Weiwei es un activista por los derechos humanos que había sido arrestado por autoridades chinas en abril de 2011 y liberado el 22 de junio de 2011 en Beijing, en lo que fue considerada una victoria de Change.org por su campaña en línea y petición.